# フランキー・フォード
フランキー・フォード (Frankie Ford 1939年8月4日 - 2015年9月28日)は、アメリカ合衆国のロックンロールおよびR&Bシンガー。1959年のヒット曲"シー・クルーズ"が特によく知られている。

## 来歴
フォードの本名はヴィンセント・フランシス・グッツォ。ニューオーリンズから見てミシシッピ川の対岸に位置するルイジアナ州グレトナで生まれた。彼はヴィンセントとアンナ・グッツォの養子として受け入れられ、ヴィンセント・フランシス・グッツォ・ジュニアと命名された。彼は幼い頃から歌とダンスを覚え、高校在学時にはシンガー兼ピアニストとしてザ・シンコペーターズというグループに加入した。彼はマネージャーのジョー・カローナに見出され、ジョニー・ヴィンセントが経営するエイス・レコードに紹介された。芸名フランキー・フォードを名乗り、彼は1958年にエイスで初レコーディングを経験した。彼はヒューイ・"ピアノ"・スミスが作曲し、彼のグループ、ザ・クラウンズとともにレコーディングした楽曲"Sea Cruise"にヴォーカルをオーバーダブした。この楽曲は、鐘の音と船の警笛が効果音として入れられていた。スミスのレコードが既にチャート入りしていたことと、彼がツアーで不在だったことから、エイスはこの曲をフォードのバージョンでリリースすることを決め、その結果、この曲は米国のポップス・チャート14位、R&Bチャートの11位を記録、100万枚以上を売り上げ、ゴールド・ディスクに認定された。
フォードは全米を幅広くツアーしたものの、以後リリースしたレコードはデビュー曲ほどの成功を収めることはできず、彼の歌った"Alimony"および"Time After Timeは"チャート入りこそしたものの、上位に食い込むことはなかった。彼はまた地元のテレビ司会者モーガス・ザ・マグニフィセントを称賛するノヴェルティ・ソングもレコーディングしている。そこには、マック・レベナックやジェフ・バーンも参加したものの、これもヒットにはならなかった。エイスはフォードのLPレコード「Let's Take A Sea Cruise With Frankie Ford」をリリースしたが、彼は1960年後半にはインペリアル・レコードに移籍した。彼はデイヴ・バーソロミューをプロデューサーに迎えてレコーディングを行い、ジョー・ジョーンズの楽曲”You Talk Too Much"をリリースした。しかしながら、彼のバージョンは、ほぼ同時期にリリースされたジョー・ジョーンズのオリジナルの売り上げに及ばなかった。1961年にはボイド・ベネットの1955年のヒット曲"Seventeen"のカバーをリリースしたが、これがフォードのレコードとしてはチャートインした最後のものとなった。
フォードは1962年に徴兵され、日本、ベトナム、韓国などでパフォーマンスを行っている。彼は後になってからときおり零細レーベルにレコーディングをすることもあったものの、主にニューオーリンズ近辺のライヴハウスでパフォーマンスをすることが主な活動となっていった。彼は1978年の映画「アメリカン・ホット・ワックス　アラン・フリード物語」に出演、1989年にはイギリスとヨーロッパをツアーし、ロンドンでアルバム「New Orleans Dynamo」をレコーディングした。彼は1990年代を通してレコーディングとパフォーマンスを続けた。フォードはブライアーミード・レコードの経営者のひとりとなり、いくつかの自身のシングルとアルバムを1970年代から2000年代までリリースしている。2010年5月16日、アーウィンヴィルにおいて開催されたルイジアナ音楽帰郷祭の場において、フォードはルイジアナ州の音楽殿堂入りを果たしている。
フォードは2015年9月28日、長い闘病を経てルイジアナ州グレトナで亡くなった。76歳だった。

## ディスコグラフィー

### 主なシングル
- "Cheatin' Woman" / "The Last One to Cry" (1958年)
- "Sea Cruise" / "Roberta" (1959) - ポップス・チャート 第14位 / 米国 ビルボード誌 R&B 第11位
- "Alimony" / "Can't Tell My Heart (What To Do)" (1959年) - Billboard ポップス・チャート 第97位
- "Time After Time" / "I Want To Be Your Man" (1960年) - Billboardポップス・チャート 第75位
- "Chinatown" / "What's Going On" (1960年)
- "You Talk Too Much" / "If You've Got Troubles" (1960) - 'Billboardポップス・チャート 第87位
- "My Southern Belle" / "The Groom" (1960年)
- "Seventeen" / "Dog House" (1961年) - 'Billboardポップス・チャート 第72位
- "Saturday Night Fish Fry" / "Love Don't Love Nobody" (1961年)
- "What Happened To You?" / "Let 'Em Talk" (1961年)
- "A Man Only Does (What A Woman Makes Him Do)" / "They Said It Couldn't Be Done" (1962年)

### アルバム
- Let's Take a Sea Cruise with Frankie Ford (Ace, 1959年)
- Frankie Ford (Briarmeade, 1976年)
- New Orleans Dynamo (Stardust, 1984年)
- Hot and Lonely (Ace, 1995年)
- Christmas (Avantiavi, 1999年)
- Night Songs (Briarmeade, 2002年)
- That Can Be Used Again! (Briarmeade, 2003年)
- The Legend (Knight, 2006年)
- On the Street Where You Live (Briarmeade, 2009年)